# Visión nocturna

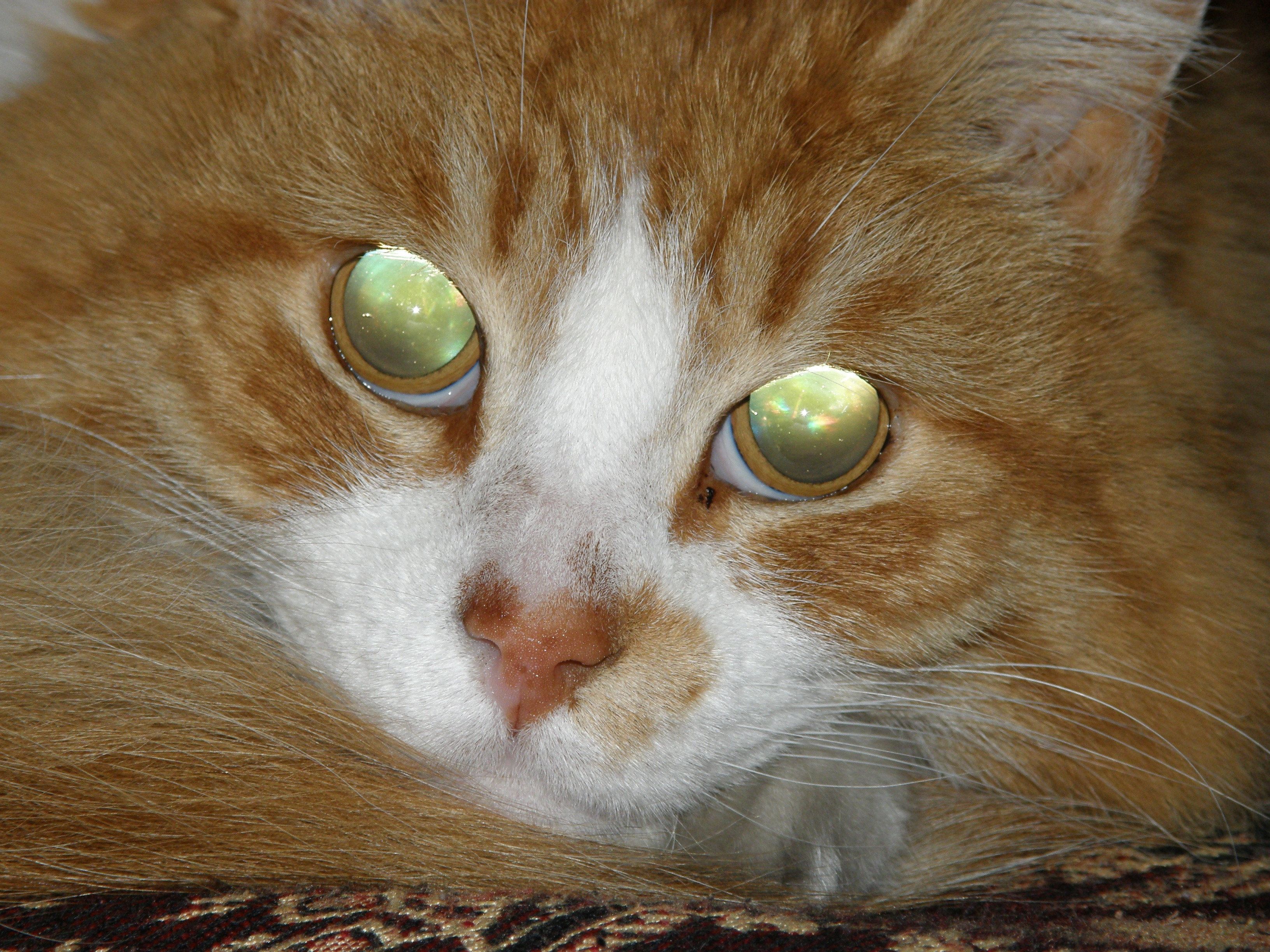
Gato doméstico, un animal con una excelente visión nocturna.

La visión nocturna es la habilidad de ver entornos que están en bajos niveles de iluminación. Ya sea por medios biológicos o tecnológicos, la visión nocturna es posible por una combinación de dos enfoques: se trata de detectar un rango espectral suficiente y un rango de intensidad suficiente. El ser humano tiene una visión nocturna más pobre que muchas especies animales, en particular porque el ojo humano no tiene la capa de tejido conocida como tapetum lucidum.

## Rango espectral ampliado
Las técnicas con un rango espectral ampliado en la oscuridad pueden detectar radiaciones que serían invisibles para un observador humano. La visión humana está limitada a una porción pequeña del espectro electromagnético llamado luz visible. Un rango espectral ampliado permite que el observador aproveche fuentes no-visibles de la radiación electromagnética (tales como radiaciones del infrarrojo cercano o UV).

## Rango de intensidad
Disponer de un rango de intensidad suficiente es simplemente tener la capacidad de ver con cantidades de luz muy pequeñas. Aunque el sistema visual humano puede, en teoría, detectar fotones individuales bajo condiciones ideales, los filtros neurológicos anti-ruidos limitan la sensibilidad a algunas decenas de fotones, incluso en las condiciones ideales. Algunos animales han desarrollado una visión nocturna mejor gracias al uso de una abertura óptica más grande, a una composición mejorada de la retina que puede detectar una luz más débil en un rango espectral mayor, a una óptica más fotoeficiente en el ojo o a unos filtros neurológicos mejores más tolerantes al ruido. Un rango de intensidad mejorado se alcanza por medios tecnológicos con el uso de un reforzador de la imagen, CCD con multiplicación de la ganancia, o con otras matrices de fotodetectores de muy bajo ruido y alta sensibilidad. 

## Visión nocturna biológica
En la visión nocturna biológica, las moléculas de rodopsina en los bastones fotorreceptores del ojo experimentan un cambio de forma cuando absorben luz. El tiempo para alcanzar el pico de máxima acumulación de rodopsina para la visión óptima por la noche en seres humanos es de 30 minutos. La rodopsina en los bastones fotorreceptores del ojo humano es insensible a las longitudes de onda rojas más largas de la luz, así que mucha gente utiliza luz roja para preservar la visión nocturna ya que no agotará los almacenes de rodopsina en los bastones del ojo puesto que  es detectada por los conos.
Algunos animales, tales como gatos, perros, y  ciervos, tienen una estructura llamada tapetum lucidum en la parte posterior del ojo que refleja la luz para conseguir una visión nocturna mejor que la de los seres humanos, en quienes solamente un 10% de la luz que entra el ojo llega a las partes fotosensibles de la retina. Su visión de la noche baja probablemente entre un intensificador de una imagen de la primera generación y de la segunda generación.
En peces de aguas profundas se ha encontrado clorina e6 (Ce6), un compuesto fotosensible utilizado en tratamientos contra el cáncer y que permite ver con niveles de luz muy bajos. Tras un experimento, se ha confirmado que, inyectando un suero compuesto de clorina e6, insulina o Dimetilsulfóxido (o una mezcla de los dos) y suero salino en el saco conjuntival, es posible ver con un nivel de luz bajo.

## Dispositivos de visión nocturna

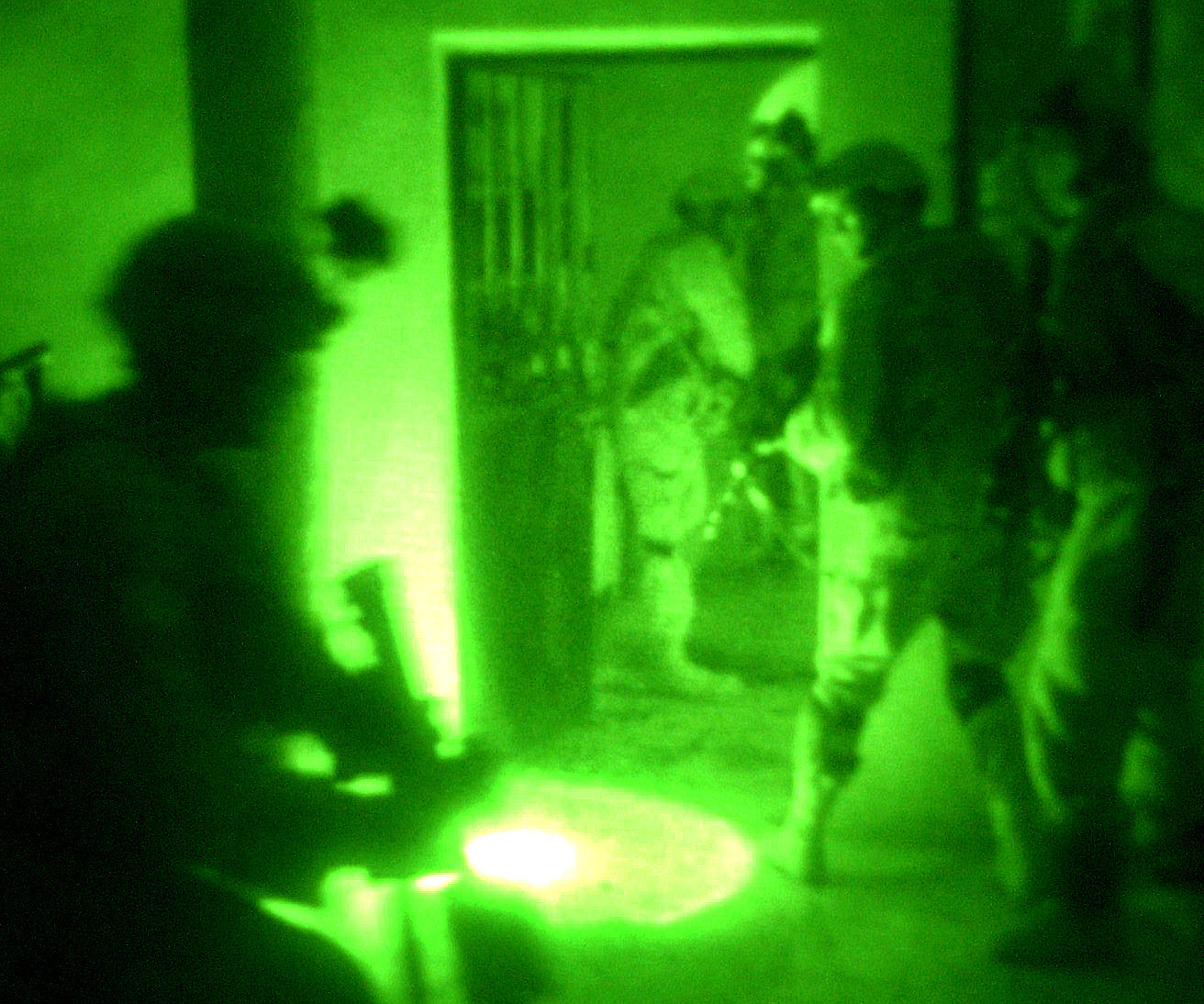
Visión nocturna mediante luz amplificada.

Los dispositivos de visión nocturna son telescopios o prismáticos con un objetivo de diámetro grande. Las lentes grandes pueden recolectar y concentrar la luz, intensificando así la luz con medios puramente ópticos y permitiendo al usuario ver mejor en la oscuridad que con el ojo desnudo. Las lentes para la oscuridad también tienen a menudo una pupila bastante grande de salida de 7 milímetros o más, dejando toda luz recolectada en el ojo del usuario. Sin embargo, mucha gente no puede aprovechar esto debido a la dilatación limitada de la pupila humana. Para superar esto los soldados eran a veces inyectados con atropina para dilatar sus pupilas. Antes de la introducción de los reforzadores de imagen, estos instrumentos eran el único método de visión nocturna, y fueron utilizados así extensamente, especialmente en el mar. Los instrumentos de la época de la Segunda Guerra Mundial tenían generalmente un diámetro de lente de 56 milímetros o más con siete u ocho aumentos. Las desventajas más importantes de las lentes nocturnas son su gran tamaño y peso.

## Intensidad luminosa y longitud de onda
Es importante distinguir entre intensidad y longitud de onda. El ojo humano puede percibir la luz siempre que se trate de:
1. focos lumínicos cuya intensidad se encuentre por encima de unos 700 °C: el hierro a 20 °C no emite luz visible para el ojo humano; para verlo se necesita una fuente de luz cuyos rayos se reflejen en el hierro y sean percibidos por nuestros ojos. No obstante, si en lugar de encontrarse a 20 °C estuviese a 1000 °C se percibiría la luz del hierro a ojo desnudo, sin necesidad de fuentes de luz;
2. longitudes de onda que pertenezcan al espectro visible (luz visible): el ojo humano capta un estrecho rango del espectro electromagnético. El espectro abarca desde los rayos cósmicos hasta las ondas de radio. Se ordenan por longitud de onda o frecuencia.

Espectro electromagnético.En el centro, el rango de la luz visible: violeta-rojo.

## Visión térmica
El infrarrojo lejano, o termal, generalmente no se considera visión nocturna porque se construye con los mecanismos substancialmente diferentes de los métodos usados para detectar la luz visible. Es posible construir un dispositivo de la proyección de imagen con energía de microondas, sonido, o cualquier otra señal que sea reflejada o irradiada por los objetos y pueda ser enfocada y ser detectada, pero éstos también generalmente no se consideran visión nocturna.

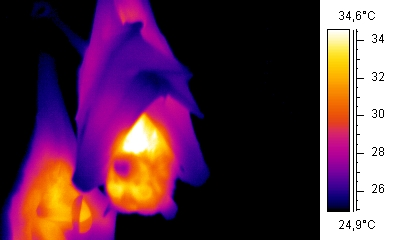
Imagen termográfica que muestra el efecto aislante de las alas de un murciélago.

Algunos organismos tienen la capacidad de detectar la energía infrarroja lejana que percibimos como calor. Esto es frecuente en algunas serpientes tales como víboras y boas subterráneas. Sin embargo, este es no es una “visión real”, sino que es más de un sistema de hoyos termosensitivos en la cara que puede detectar la cantidad de calor y de la distancia a la fuente de calor. Todavía hay una cierta discusión en cuanto a qué grado se percibe esta información como calor de “sensación”, y a qué grado es procesado como imagen por el cerebro de la serpiente. En este sentido las estructuras carecen la óptica de la proyección de imagen para la concentración, la resolución espacial de tal detección son necesariamente muy pobres.

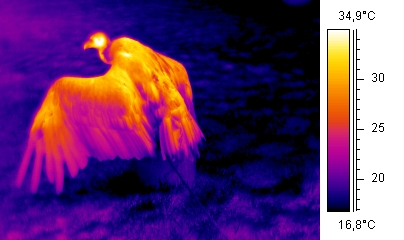
Imagen termográfica de un buitre.

Cadillac introdujo una visión infrarroja nocturna como opción en el 2000 Deville. Vendió bien inicialmente, pero las ventas bajaron y la opción quedó en los modelos del año 2005. La marca Lexus de la compañía Toyota fue la siguiente con un sistema de la visión nocturna en su LX470 SUV. En el 2007 los BMW 5 series también ofrecieron la visión nocturna como opción.

## Cámaras de visión nocturna
Las cámaras de visión nocturna se basan en amplificar la intensidad o 'captar longitudes de onda no visibles por el ojo humano pero sí por otros sensores. Algunos ejemplos de cámaras convencionales:

### Cámara térmica
Amplifica la intensidad: muestra las distintas temperaturas con colores diferenciados.

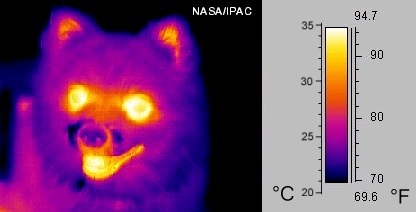
La luz emitida por el perro a temperatura ambiente es demasiado débil como para ser percibida por los ojos humanos. No ocurre lo mismo con una cámara de visión térmica.

### Cámara infrarroja
Capta luz infrarroja o parte de ella, generalmente del NIR (Near InfraRed) 0,75-2 micrómetros. Gran cantidad de cámaras de visión nocturna se apoyan en este sistema y lo complementan con iluminación extra.

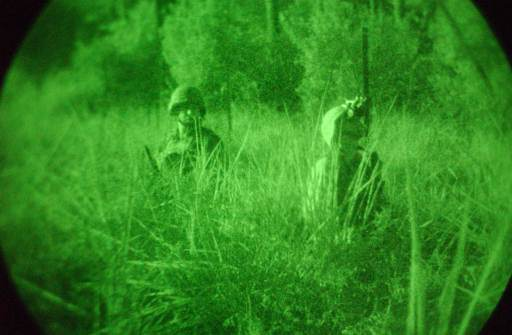
Las cámaras infrarrojas tienen amplia difusión por su bajo coste.

### Cámara TIR (Thermal InfraRed)
Muestra luz en el espectro desde los 3-15 micrómetros. Este rango del infrarrojo es detectado por sensores muy caros. Destacan por mostrar a los mamíferos como bombillas mientras al resto del medio oscuro. Esto se debe a que la luz irradiada por los seres vivos, en función de su composición hidrocarbonosa, se encuentra alrededor de los 10 micrómetros.

## Visión nocturna artificial
Existen aparatos que facultan ver en entornos bajo ciertas circunstancias que impiden la visión humana normal (oscuridad, niebla, etc).

### Cámara térmica
Faculta a la visión humana para ver la radiación infrarroja u otras longitudes de onda emitida desde los cuerpos.
Los diferentes niveles de esta radiación percibida, traducidas como temperaturas, son interpretados por una pantalla como imágenes.
A cada rango de temperatura perceptible por la cámara infrarroja se le asignará un color o matiz específico en la imagen mostrada. Entonces el mayor rango de temperatura perceptible y rangos superiores se mostrarán blancos. En cambio, los rangos de temperatura inferiores al menor rango perceptible se mostrarán negros.
Los demás rangos de temperatura perceptibles, que estén entre el mayor rango perceptible y el menor rango perceptible se mostrarán de diferentes colores: amarillo, anaranjado, rojo y azul; los matices muestran rangos más específicos. Los colores no corresponden a ningún fenómeno óptico, sino que son asignados arbitrariamente por los fabricantes de las cámaras.
A pesar de mostrar colores en las imágenes, las cámaras infrarrojas tienen detectores que perciben una sola longitud de onda infrarroja.
Como estos aparatos no perciben la luz visible, se utilizan para rastrear cuerpos calientes en las tinieblas, a través del humo, la niebla o debajo del suelo.

### Cámara amplificadora de luz
Apoya a la visión humana para ver en entornos con tan bajos niveles de iluminación que el ojo humano no detecta, o en otras palabras, permiten ver en la oscuridad.
Son inútiles para ver en tinieblas, sin usar fuentes de iluminación invisible al ojo humano desnudo. Los amplificadores de luz de las primeras generaciones deslumbraban y podían llegar a causar daños en la vista al percibir niveles de luz que el ojo desnudo ve con facilidad, como los fogonazos o lugares luminosos. En la actualidad casi todos los modelos se apagan cuando se supera un determinado umbral.
Los modelos más recientes y de gama alta incorporan la función "Autogating" y permiten seguir viendo con luz de día.
Las cámaras amplificadoras de luz muestran una imagen más realista del entorno percibido comparadas con las cámaras infrarrojas, porque las intensidades luminosas de los cuerpos mostrados en pantalla son correspondientes a la intensidad óptica verdadera y no a la temperatura como en el caso de la cámara térmica.
Este realismo de imágenes los hace más convenientes para la mayoría de sus usuarios que generalmente no necesitan rastrear un cuerpo por su temperatura, sino por su muy baja iluminación.
Consta de varios componentes en su interior; el dispositivo amplificador de luz, un colimador, algunas lentes y espejos.

### Equipos portátiles de visión nocturna

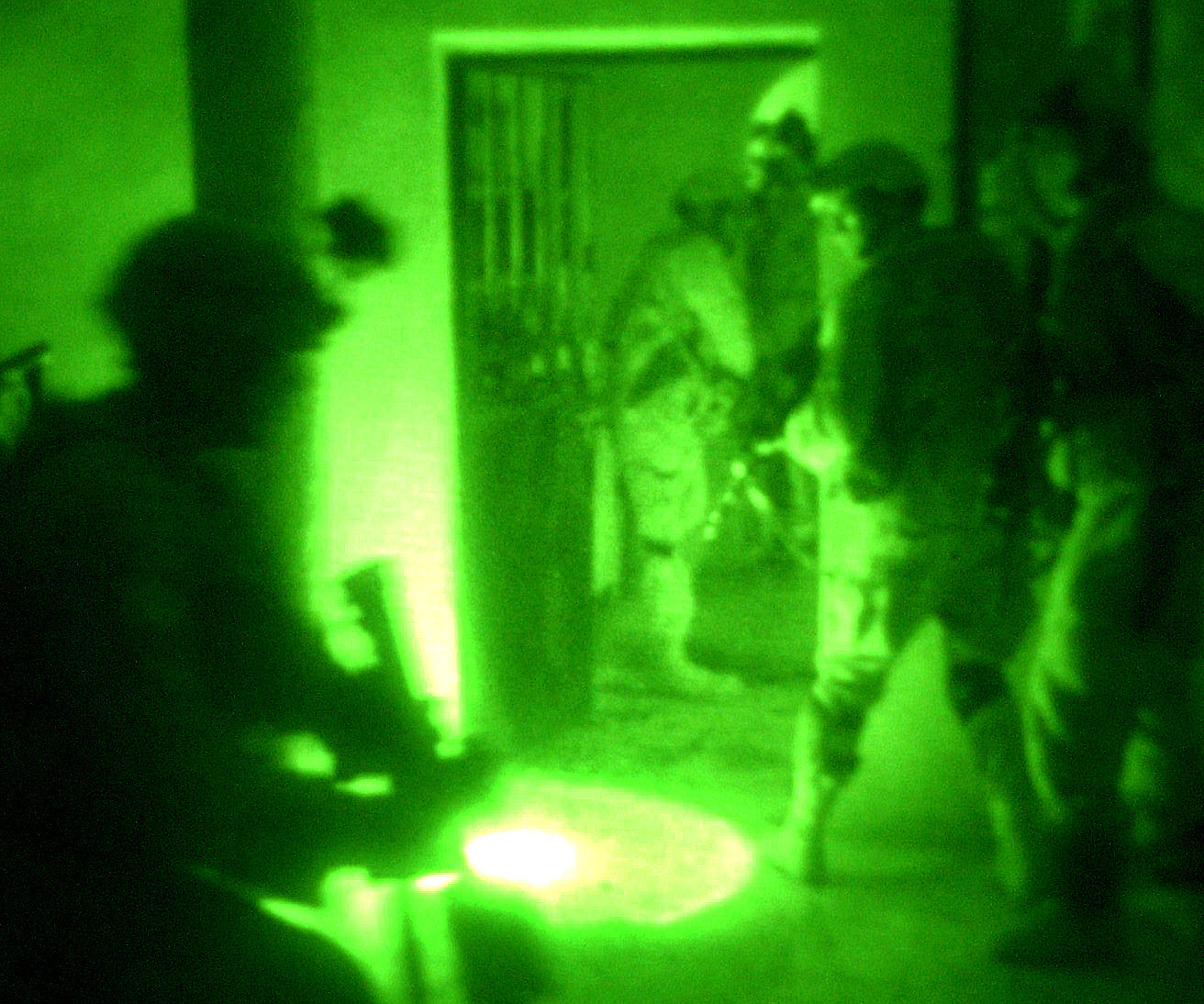
Imagen a través de un equipo de visión nocturna. Soldados estadounidenses en una misión en Irak.

Estos aparatos que proporcionan la visión nocturna artificial son cámaras portátiles que, se sujetan con las manos o se ciñen en la cabeza a la altura de los ojos. Las manuales son videocámaras o cámaras fotográficas, mientras que las parecidas a gafas se usan exclusivamente para ver. También existen cámara amplificadoras hechas a manera de mira telescópica, montables sobre fusiles, usadas para ataques nocturnos.
Algunas cámaras amplifican la luz y otras diferentes perciben únicamente radiación infrarroja. De hecho, lo más frecuente es que amplifiquen mucho el espectro visible normal y algo menos el infrarrojo próximo.
Incluyen fuentes de iluminación invisible al ojo humano en frecuencias de infrarrojo próximo. Las de 840nm pueden detectarse porque el foco se ve rojo mientras que las de 920nm son absolutamente invisibles pero también ayudan menos en igualdad de potencia y consumo.
Se utilizan con propósitos militares y civiles.

### Gafas de visión nocturna
Utilizan típicamente un intensificador de imagen para convertir la luz débil del espectro visible humano e infrarrojo, en luz visible. La mayoría de las gafas de visión nocturna exhiben una imagen verde, porque la sensibilidad máxima de la visión de color humana es alrededor 555 nanómetros; además, se utiliza fósforo verde (como los primeros monitores de computadora) debido a que el ojo humano distingue más los distintos tonos de verde, incluso más que los tonos de grises. Algunos sin embargo, pueden utilizar una imagen en blanco y negro.

## Intensificador de imagen
El intensificador de imagen es un dispositivo de tubo vacío que amplifica la luz visible de una imagen de modo que una débil escena pueda ser vista por una cámara fotográfica o por el ojo.

### Generaciones

#### Primera generación
Mejora de luz: 1000x. La primera generación es a menudo grande y tiene mal comportamiento a la luz de las estrellas. La imagen se distorsiona y está llena de estática. El tubo de mejora de luz dura unas 2000 h.u.

#### Segunda generación
Mejora de luz: 20.000x. Esta es una clara mejora sobre la primera generación, y puede usarse a la luz de las estrellas. La generación II+ es una mejora con un contraste mejor. El tubo tiene una esperanza de vida de 2500 a 4000 h.

#### Tercera generación
Mejora de luz: 30 000-50 000x. Esta es la mejor de las generaciones disponibles. La tercera generación puede ver la luz del espectro infrarrojo mejor, con lo que la imagen es mejor y más clara. El tubo dura unas 10 000 h.
Estos datos son muy incompletos y se basan exclusivamente en información procedente del fabricante estadounidense, ITT. El fabricante europeo, Photonis-DEP, consigue resultados similares con una amplificación menor (multiplica menos los fotones que entran y así genera menos ruido, en torno a 12.000x) pero con una sensibilidad del cátodo mayor (canaliza y utiliza un porcentaje mayor de los fotones que llegan).